# 戴利城
戴利城（Daly City）是美国加利福尼亚州圣马特奥县的最大城市，也是舊金山灣區的一部分，緊鄰舊金山南邊，面积20.48平方公里。该市以商人约翰·唐纳德·戴利（John Donald Daly）命名。

## 历史
考古证据表明旧金山湾区早在公元前2700年就已有人居住，而奥隆（Ohlone）语族人至少从6世纪开始居住北加利福尼亚。尽管他们的领土自16世纪初期以来就被西班牙宣布拥有主权，直到1769年，奥隆语族人与欧洲人的接触相当少，那时，加斯帕·德·波塔拉（Gaspar de Portolá）率领探险队为殖民上加利福尼亚省得知了旧金山湾的存在。七年后的1776年，胡安·包蒂斯塔·德·安扎（Juan Bautista de Anza）率领的探险队选择了旧金山要塞所在地，并由何塞·华金·莫拉加（José Joaquín Moraga）设立。同年，方济各会的传教士弗朗西斯科·帕洛（Francisco Palóu）创立了圣方济各传教站（“都勒教会”）。
旧金山开埠时戴利城所在的地区还是一片荒芜的山丘。随着旧金山城市规模日益扩大，住房建设逐渐蔓延到戴利。到1906年旧金山大地震前，戴利已经成为一个郊区住宅区市镇。在1906年的地震事件中，戴利也受到重创。但旧金山的重建速度很快，到1907年已经基本恢复了原貌。
随着40-50年代汽车和高速公路的普及以及湾区南岸的发展，戴利从偏远郊区变成了旧金山都会区的一个核心区域，地铁的建设则让这里的房价堪比旧金山市区。由于城市的地形限制以及地震的可能性，戴利很少有高楼建筑，大多数居住单元是独栋住宅或低矮的小型公寓，所以在面对日益增长的人口和经济活动面前，戴利的居住成本节节攀升，一直属于全美房价排名前列的城市。

## 人口
根据2010年美国人口普查，戴利城的人口为101,123。人口密度为每平方英里13,195.0人（每平方公里5,094.6 人），在至少拥有10万人口的美国城市中排名第六。
戴利城的种族构成为55.6％亚裔（56,267人），23.6％白人（23,842人），3.6％非裔美国人（3,600人），0.8％太平洋岛民（805人），0.4％美国原住民（404人），11.1％其他种族（11,236），以及4.9％来自两个或更多种族（4,969人）。

## 政府
在加利福尼亚州议会中，戴利城位于第11参议院区，由民主党籍斯科特·维纳（Scott Wiener）代表，和第19众议院区，由民主党籍丁右立（Phil Ting）代表。 在美国众议院，戴利市位于加利福尼亚州第十四国会选区，由民主党籍杰基·斯贝尔代表。 雷蒙德·布埃纳文图拉（Raymond A. Buenaventura）是该市市长。 在美国参议院，戴利城由民主党籍戴安娜·范斯坦和亚历克斯·帕迪利亚代表。
截至2019年2月10日，戴利城有46,684名注册选民。 其中，有24,175（51.8％）名是注册民主党选民，有4,479（9.6％）名是已注册共和党选民，也有16,487名（35.3％）选民拒绝宣布其政党。

## 教育
戴利市有几个公立学区。 最大的是杰斐逊小学区和杰斐逊联合高中区，这两个学区总部都设在该市。戴利城有两所中学：Westmoor高中和杰斐逊高中。

## 交通
舊金山灣區捷運系統在本市設有戴利城站。

## 姊妹城市
- 菲律宾奎松市（自1994年10月以来）[9]